# ボンギ・ンボナンビ
- ンボゲニ・ンボナンビ

ボンギ・ンボナンビ（Bongi Mbonambi、1991年1月7日 - ）は、ユナイテッド・ラグビー・チャンピオンシップシャークスに所属するラグビーユニオン選手。

## プロフィール
- 南アフリカ・ベツレヘム出身。
- ポジションはフッカー(HO)。
- 身長 175cm、体重 108kg[1]
- U20南アフリカ代表に選ばれたことがある[2]。
- 南アフリカ代表キャップは36（2020年3月現在）でラグビーワールドカップ2019の南アフリカ代表に選ばれた[3]。

## 略歴
ブルー・ブルズ、ブルズ、ウェスタン・プロヴィンスを経て、2015年、ストーマーズに加入。 
2021年、シャークスに加入。